# Лавендулан
Лавендула́н (англ. Lavendulane) — редкий минерал из класса арсенатов. Своё название получил за свой цвет. Открыт в районе Аннаберг (Германия) в 1837 году. Относится к группе лавендулана, которая состоит из четырёх минералов:
- Лавендулан NaCaCu5(AsO4)4Cl·5H2O
- Леманскиит NaCaCu5(AsO4)4Cl·5H2O
- Самплеит NaCaCu5(PO4)4Cl·5H2O
- Зденекит NaPbCu5(AsO4)4Cl·5H2O

Лавендулан и леманскиит полиморфны. Лавендулан относится к моноклинной сингонии, а леманскиит относится к тетрагональной. Самплеит и лавендулан обладают одинаковыми структурами, отличаясь химическим составом (в самплеите место мышьяка занимает фосфор). Зденекит, как и самплеит, отличается от лавендулана химическим составом (в зденеките место кальция занимает свинец).

## Кристаллография
Точечная группа — 2/m — Моноклинно-призматический
Сингония — Моноклинная
Параметры ячейки — a = 10.011Å, b = 19.478Å, c = 10.056Å
β = 90,37°
Отношение — a: b: c = 0.514 : 1 : 0.516
Число формульных единиц (Z) — 4
Объем элементарной ячейки — V 1960.8 Å³
Двойникование — Обычно.

## Формы выделения
Лавендулан выделяется в виде звёздчатых агрегатов, которые состоят из крошечных призматических кристаллов минерала, прозрачных призматических кристаллов, тонких корок, чешуек, волокон и гроздевидных округлых агрегатов.

## Химический состав
Основным элементом лавендулана является медь, содержание которой составляет 29,92 %. Медь присутствует в составе минерала в виде оксида, который составляет до 37,45 % массы. Натрий составляет 2,16 % (оксид составляет 2,92 %), кальций — 3,77 % (оксид — 5,28 %), мышьяк — 28,22 % (оксид — 43,28 %), водород — 0,95 % (оксид — 8,48 %), хлор — 3,34 % (оксид — 3,34 %), кислород — 31,64 %. Частыми примесями лавендулана являются калий, кобальт и никель.

## Месторождения
Лавендулан является редким минералом, но он встречается в ряде регионов. Стоит отметить месторождения Испании, Австралии, Чили, Намибии, ЮАР, США, Чехии, Германии, Италии, Марокко и Ирландии.